# Bambusfolter

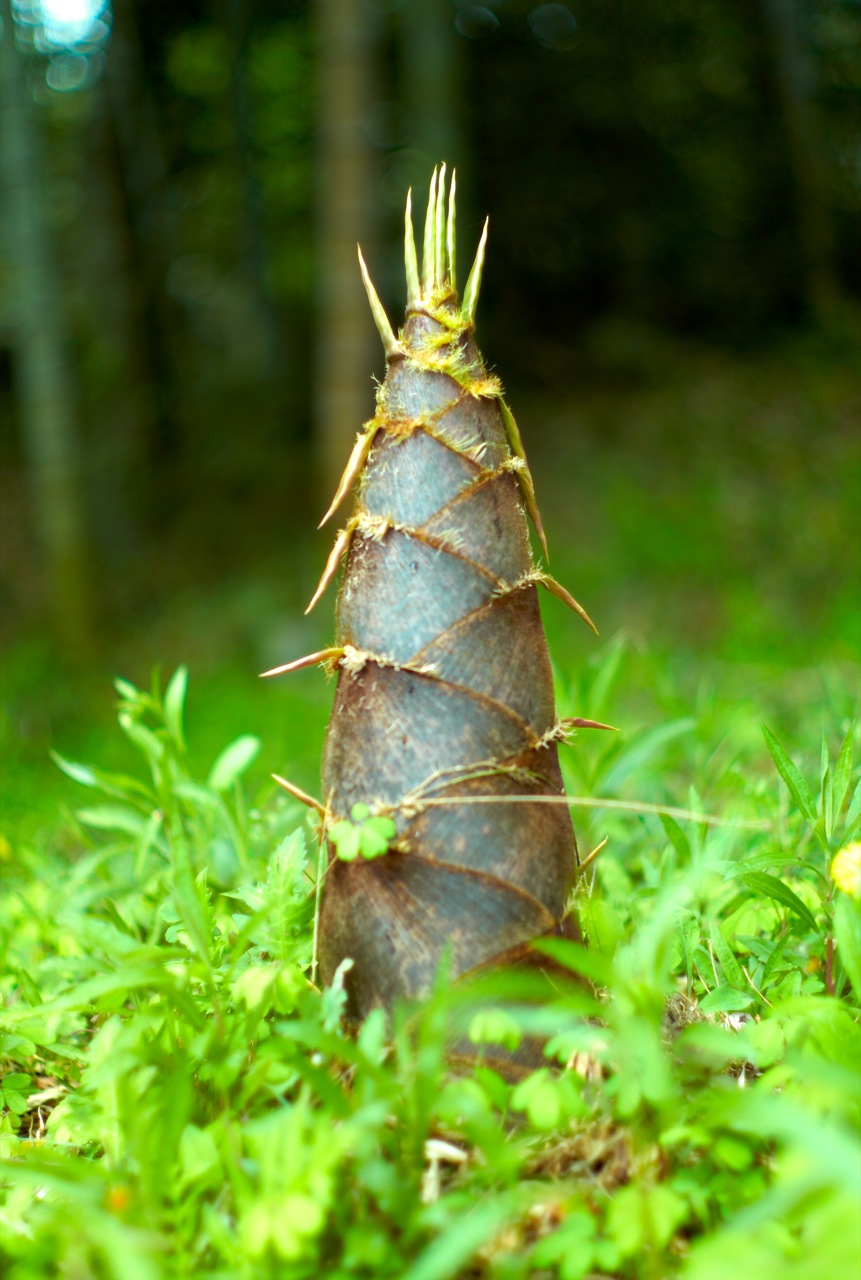
Ein Bambusspross

Die Bambusfolter ist eine Foltermethode, bei der dem zu Folternden mit Hilfe eines wachsenden Bambussprosses Schmerzen zugefügt werden bzw. der Gefolterte getötet wird.

## Anwendung

### Liegend
Das Opfer wird liegend über einem Bambusspross, welcher kurz davor ist, aus dem Boden zu sprießen, fixiert. Da Bambussprossen einige Zentimeter pro Tag wachsen und stark genug sind, sich im Erdreich zwischen Steinen und Wurzeln ihren Weg hindurch zu suchen, dringen die Bambussprossen, sobald sie den Erdboden verlassen haben, in den Körper des Gefolterten ein. Dieses verhältnismäßig langsame Eindringen in den Körper verursacht dem Gefolterten extreme Schmerzen und kann zum Tode führen.

### Sitzend
Das Opfer wird auf einen Stuhl ohne Sitzfläche gefesselt und die Spitze des Bambussprosses in den Anus eingeführt. Der Spross wächst bei reichlichem Gießen mit Wasser innerhalb von zwei bis drei Tagen in den Körper hinein. Das verursacht zunächst extreme Schmerzen und führt nach Schädigung wichtiger Organe zum Tode. Die Androhung und Durchführung dieser folterhaften Todesstrafe wurde auf Réunion gegenüber Sklaven angewandt.
Einer Behauptung zufolge wurde die Bambusfolter auch im Zweiten Weltkrieg in Japan an alliierten Soldaten angewendet.

## Versuch
Bei einem MythBusters-Special (Special Nr. 12) wurde im Jahr 2008 gezeigt, dass ein Bambusspross in der Lage ist, innerhalb von drei Tagen einen Körper aus ballistischer Gelatine zu durchwachsen. Das belegt zwar die Durchführbarkeit, nicht jedoch die Historizität der Folter. 